# 三鰭鰓䲁
三鰭鰓䲁（學名：Gilloblennius tripennis），為輻鰭魚綱䲁形目三鰭䲁科鰓䲁屬的一個種，由約翰·萊因霍爾德·福斯特於1801年描述，分布於西南太平洋紐西蘭、三王群島、斯奈爾斯群島和查塔姆群島海域，為特有種，深度0至20公尺，體長可達10.2公分，棲息在潮間帶，以片腳類與寄居蟹為食，雌魚產附著性卵在藻類築的巢，雄魚會守護卵，幼魚為浮游性，生活習性不明。